# Brookesia vadoni
El Brookesia vadoni es una especie de camaleón de la familia Chamaeleonidae, que se encuentra en el norte de Madagascar, tiene un tamaño relativamente pequeño que es característico de los camaleones del género Brookesia.

## Descripción
Es un camaleón muy pequeño con la cabeza de un color verde claro, presenta tres cuernos en su cara dos sobre sus ojos y uno pequeño en la nariz, dándole el aspecto de un Dinosaurio como el triceratops. Posee una serie de espinas en todo su cuerpo, que son más grandes en la espalda y que van hasta la punta de la cola; todo su cuerpo, a ecepcion de la cabeza, tiene matices de colores grises, marrones y verdes, con unas pequeñas manchas blancas, a lo largo de su cuerpo.

## Distribución Geográfica y Hábitat
Esta especie es endémica del norte de Madagascar, donde se le ha visto en Tsararano entre 600 y 850 metros de altitud, Makira, Marojejy, y Anjanaharibe Sud entre 1.200 y 2.130 m de altitud. Aunque se le puede encontrar en localidades adicionales, pero no es probable ya que su extensión estimada de ocurrencia es de 14.335 km ². Su hábitat preferido son los bosques de alta, media y baja elevación, donde se le puede ver en troncos donde se camufla muy bien, pero también es visto en el suelo.

## Amenazas
Esta especie está amenazada por la pérdida de bosque húmedo debido a la tala y quema. También puede verse afectado negativamente por la tala selectiva, especialmente para el palo de rosa, además por la presión humana.

## Conservación
Esta especie se encuentra en una serie de áreas protegidas estrictas en el noreste, y se encuentra en relativamente altas elevaciones donde las presiones humanas son más bajas. Es necesario investigar las tendencias de población, debido a una fuerte distribución desigual de los bosques que quedan en el noreste de Madagascar, y se cree que la población esta en disminución y severamente fragmentada, además la protección se debe procurar una de las reservas amenazadas por la explotación de palo de rosa.